# Konrad Raiser
Pour les articles homonymes, voir Raiser.
Konrad Raiser, né le 25 janvier 1938 à Magdebourg, est un théologien protestant allemand, il est secrétaire général du Conseil œcuménique des Églises (COE) de 1993 à 2003.

## Famille et études
Né à Magdebourg en 1938, Konrad Raiser passe son enfance et ses premières années d'école à Schwerin, Göttingen et Bad Godesberg. Son père était un professeur de droit et président durant quelques années du synode national de l'Église protestante en Allemagne (EKD). 
Après avoir terminé ses études supérieures à Tübingen en 1957, Konrad Raiser travaille six mois dans une aciérie à Dortmund dans le cadre d'un programme de l'EKD. Il étudie ensuite la théologie à Tübingen et à Bethel, puis aux universités de Heidelberg et de Zurich. Il est ordonné en 1964 et termine sa formation de pasteur en 1964. Konrad Raiser est pasteur suffragant de l'Église du Land de Wurtemberg de 1963 à 1965. 
En 1965-1966, il étudie la sociologie et la psychologie sociale à l'Université de Harvard. Puis de 1967 à 1969 il est assistant en théologie pratique de l'université de Tübingen, où il obtient son doctorat en 1970 avec un travail sur la théorie de l'interaction de George Herbert Mead.
En 1967, il épouse Elisabeth von Weizsäcker (fille du physicien Carl Friedrich von Weizsäcker et nièce de Richard von Weizsäcker, futur premier président allemand après la réunification de l'Allemagne). Ils ont quatre fils. Richard von Weizsäcker et sa nièce Elisabeth Raiser ont tous deux été présidents du Deutscher Evangelischer Kirchentag de l'EKD (lui en 1964-1970 et 1979-1981, elle en 2001–2003).

## Carrière
Konrad Raiser commence à travailler en 1969 au Conseil œcuménique des Églises dans la commission Foi et Constitution. Il devient secrétaire général adjoint en 1973, jusqu'à son départ du COE en 1983. 
Il enseigne les sciences œcuméniques et la théologie systématique à l'Université de la Ruhr à Bochum de 1983 à 1992, où il est aussi directeur de l'Institut œcuménique de la Faculté. Il est élu en août 1992 secrétaire général du COE, pour une période de cinq ans, à commencer en janvier 1993. Il est réélu en septembre 1996 pour une nouvelle période de cinq ans. Le comité central lors de sa rencontre à Potsdam en 2001 a prolongé son engagement encore d'une année, jusqu'à décembre 2003.
Il retourne ensuite à l'enseignement, à l'Institut œcuménique du département de théologie protestante de l'université de Bochum.

## Distinctions
Konrad Raiser est docteur honoris causa de l'Académie de théologie de Budapest (1992) et de l'Université de Genève (1996). Il a reçu en 2004 la croix de grand commandeur de l'ordre du Mérite de la République fédérale d'Allemagne.

## Publications
Depuis 1970, Konrad Raiser a écrit un grand nombre d'articles et d'essais sur la théologie et l'œcuménisme. 
Il a fait partie du comité éditorial du Dictionary of the Ecumenical Movement (publication du COE, 1991). En tant que secrétaire général, il était l'éditeur de The Ecumenical Review.
- (en) To Be the Church - Challenges and Hopes for a New Millennium, COE, 1997
- (de) Identität und Sozialität, 1971
- (de) Ökumene im Übergang, 1989 (traduit en anglais, Ecumenism in Transition, 1991)
- (de) Wir stehen noch am Anfang - Ökumene in einer veränderten Welt, 1994